# Charles Louis Alphonse Laveran
Charles Louis Alphonse Laveran (Parijs, 18 juni 1845 – aldaar, 18 mei 1922) was een Frans medicus. Hem werd in 1907 de Nobelprijs voor de Fysiologie of Geneeskunde toegekend voor zijn ontdekking dat malaria door protozoa veroorzaakt wordt.

## Biografie
Laveran werd geboren in Parijs als tweede kind en enige zoon van Louis Thèodore Laveran en Maria-Louise Anselme Guénard dela Tour Laveran. Toen hij vijf was ging hij samen me zijn ouders naar Algerije waar zijn vader werd gestationeerd. Hij werd er onderwezen door zijn vader en in 1856 keerde de familie Laveran terug naar Parijs. Net als zijn vader streefde hij naar een carrière als legerarts. Hij studeerde aan het Collège Saint Barbe, Lyceè Louis-le-Grand in Parijs en aan de Universiteit van Straatsburg (1863-1867) om daarna te werken als Frans legergeneesheer. In 1870, kort na het uitbreken van de Frans-Duitse Oorlog werd hij naar het front bij Metz gezonden als ambulance-officier.
Hij nam deel aan de veldslagen van Gravelotte en Saint-Privat en de belegering van Metz. Na de capulatie van Metz keerde hij terug naar Frankrijk. Hij was verbonden aan het Militair ziekenhuis te Lille en het St. Martin Hospital te Parijs. Na zijn militaire carrière werd hij in 1874 docent Militaire Ziekten en Epidiemen aan het École du Val-de-Grâce Militair Hospital, vanaf 1884 hoogleraar militaire gezondheidsleer en de interne geneeskunde aldaar. Van 1896 tot 1922 was hij als wetenschapper verbonden aan het beroemde Pasteur-instituut in Parijs.
Laveran ontdekte op 6 november 1880, toen hij werkzaam was in het Constantine in Algerije, dat een protozoa de oorzaak is van malaria is. Hij kwam tot deze ontdekking nadat hij een bloedmonster van een net overleden patiënt had onderzocht en in dat bloed beweeglijke, op amoeben lijkende, gepigmenteerde lichaampjes en op zweepdraden lijkende vormsels ontdekte, die hij spoedig als parasieten herkende: de oorzaak van de malaria, de eencellige Plasmodium, was gevonden. Dit bewijs dat niet moerasdampen maar parasieten de oorzaak van malaria waren, werd aanvankelijk sterk bestreden.
Ook onderzocht hij trypanosomen en in het bijzonder de parasiet die slaapziekte veroorzaakt. Voor dit onderzoek en het onderzoek naar ziektes veroorzaakt door protozoa werd hem in 1907 de Nobelprijs voor Fysiologie of Geneeskunde toegekend. Alphonse Laveran overleed na een kort ziekbed op 18 mei 1922 en werd begraven op het Cimetière  du Montparnasse in Parijs. Zijn huwelijk met Sophie Marie Pidancet in 1885 bleef kinderloos.